# Природњак
Природњак, натуралист или натуралиста је особа који се бави проучавањем природе и који је уједно присталица натурализма (филозофског приступа) по коме се све темељи на основним законима природе, односно по коме се све појаве у природи могу рационално објаснити у оквиру природних наука.